# Zakaz handlu w niedziele i święta
Zakaz handlu w niedziele i święta – przepis istniejący w niektórych państwach, zakazujący otwierania placówek handlowych w niedziele i święta. Obowiązuje m.in. w Niemczech (także w innych krajach niemieckojęzycznych – Austrii, Szwajcarii), gdzie nazywany jest Sonntagsruhe. W Polsce od 2018 obowiązuje zakaz handlu w niektóre niedziele, od 2020 zakaz obejmuje prawie wszystkie niedziele (z wyjątkiem ostatnich niedziel: stycznia, kwietnia, czerwca i sierpnia, jednej niedzieli bezpośrednio przed pierwszym dniem świąt Wielkanocy oraz dwóch niedziel bezpośrednio przed pierwszym dniem świąt Bożego Narodzenia).

## Geneza
W Niemczech zakaz handlu w niedziele i święta jest częścią ogólniejszej grupy przepisów zwanych Ladenschlussgesetz (w wolnym tłumaczeniu „ustawą o zamykaniu sklepów”; czasem nazywa się je Ladenöffnungsgesetz – „ustawą o otwieraniu sklepów”), szczegółowo określających terminy, w jakich dozwolony jest handel w poszczególnych krajach związkowych.
W krajach, gdzie obowiązuje zakaz handlu w niedziele, od zasady tej stosowane są liczne wyjątki pozwalające na sprzedaż określonych grup towarów (np. nabiał i pieczywo, słodycze, paliwa) w określonych miejscach (np. miejsca imprez masowych, piekarnie, stacje benzynowe) lub w określony sposób (np. sprzedaż z automatów).
Od lat trwała dyskusja nad zliberalizowaniem zasad Ladenschlussgesetz i Sonntagsruhe, szczególnie nasilona po zjednoczeniu Niemiec, kiedy mieszkańcy wschodnich landów, nieprzyzwyczajeni do sklepów zamkniętych w niedziele, wymuszali odstępowanie od tych przepisów.

## Protesty pracowników przeciwko zakazowi handlu
We Francji zatrudnieni stoją często po stronie pracodawców, bo niedzielne zamknięcie tylko 14 sklepów Castoramy i Leroy Merlin odbiłoby się na zarobkach 7 tys. osób (według przedstawicieli sieci). Dodatkowo co piąty pracownik to uczeń pracujący tylko w weekendy. Strajki i protesty pracowników przeciwko zakazowi handlu wynikają m.in. z wyroku sądu, gdzie konkurencja (sama dostała zakaz pracy, a zamknięcie sklepów w Paryżu kosztowało ją 15-20 proc. rocznych zysków) oczekiwała tego samego wobec innych.
W samej Francji  wolna od pracy niedziela jest chroniona od 1906 r. poza wyjątkami od reguły: m.in. sprzedawcami żywności, handlarzami ryb, piekarzami (tylko do pierwszej po południu) czy kwiaciarkami. Centroprawicowy rząd Nicolasa Sarkozy’ego w 2009 r. złagodził prawo. Od tego czasu merowie i burmistrzowie mają prawo do wyznaczenia stref niedzielnego handlu (np. w miejscach popularnych wśród turystów czy strefach handlowych). Pracownikom zagwarantowano podwójne wynagrodzenie za pracę w niedzielę lub prawo do odmowy jej wykonania.

## Sytuacja w Polsce

### Zakaz handlu w niektóre święta
W Polsce niektóre koła polityczne przychylały się ku projektowi wprowadzenia zakazu handlu w niedziele. Argumenty za wprowadzeniem tego zakazu najczęściej opierają się na optyce prorodzinnej i prochrześcijańskiej, podają także przykłady z krajów sąsiednich, m.in. niemieckiej Sonntagsruhe. Argumenty wytaczane przeciw wprowadzeniu zakazu wskazują m.in. na niebezpieczeństwo wzrostu bezrobocia, spadku popytu, a także na te kraje, w których przepisy państwowe nie ingerują w wolność handlu. W rezultacie wielomiesięcznej dyskusji publicznej w roku 2007 uchwalona została ustawa zakazująca handlu w niektóre święta, ale nie w niedziele. Ustawa weszła w życie 26 października 2007, a pierwszym dniem objętym zakazem był dzień Wszystkich Świętych 1 listopada 2007.
Ustawa zakazuje pracy osób zatrudnionych na podstawie stosunku pracy we wszelkich placówkach handlowych, bez żadnych wyjątków. Za placówki handlowe Ministerstwo Pracy i Polityki Społecznej uważa wszelkie instytucje i zakłady, których działalność główna polega na kupowaniu towarów w celu ich dalszej odsprzedaży, w tym sklepy, apteki, stacje benzynowe, składy węgla i materiałów budowlanych, a także handel za pomocą internetu. Potem jednak uznano, że apteki i stacje benzynowe jako instytucje wyższej użyteczności publicznej są spod zakazu wyjęte.
Handel (według interpretacji Ministerstwa Pracy i Polityki Społecznej) może też być prowadzony przez właścicieli jednoosobowych firm, osoby zatrudnione na umowy cywilnoprawne (jak umowa zlecenia), a także franczyzobiorców oraz zatrudnionych na podstawie umowy agencyjnej. Ministerstwo Pracy i Polityki Społecznej wydało w tej sprawie komunikat o treści:

Nie ma przeszkód prawnych, aby w placówkach handlowych w święta pracę wykonywali ich właściciele lub inne osoby pracujące na podstawie umów cywilnych. (...) Nowela [ustawowa] dopuszcza możliwość pracy w placówkach handlowych przy wykonywaniu prac koniecznych ze względu na użyteczność społeczną lub codzienne potrzeby ludności

Zakaz obejmował w Polsce następujące dni ustawowo wolne od pracy (brzmienie za ustawą o dniach wolnych od pracy):
- 1 stycznia – Nowy Rok,
- 6 stycznia – Uroczystości Objawienia Pańskiego (pot. nazwa Święto Trzech Króli),
- Wielkanoc (święto ruchome[6]; dwa dni),
- 1 maja – Święto Państwowe (Święto Pracy),
- 3 maja – Święto Narodowe Trzeciego Maja,
- „pierwszy dzień Zielonych Świątek” (Zesłanie Ducha Świętego; święto ruchome[6]),
- „dzień Bożego Ciała” (Uroczystość Najświętszego Ciała i Krwi Chrystusa; święto ruchome[6]),
- 15 sierpnia – Wniebowzięcie Najświętszej Maryi Panny,
- 1 listopada – Wszystkich Świętych,
- 11 listopada – Narodowe Święto Niepodległości,
- 24 grudnia – Wigilia Bożego Narodzenia,
- 25 grudnia i 26 grudnia – Boże Narodzenie.

### Zakaz handlu w niedziele
W 2014 roku Sejm odrzucił obywatelski projekt ustawy o zmianie ustawy – Kodeks pracy wprowadzający zakaz pracy w placówkach handlowych w niedzielę.
W 2017 roku Sejm przyjął ustawę ograniczającą handel w niedzielę, której projekt był inicjatywą obywatelską Komitetu Inicjatywy Ustawodawczej (m.in. NSZZ „Solidarność”). Od 1 marca do 31 grudnia 2018 roku handel był dozwolony jedynie w pierwszą i ostatnią niedzielę miesiąca, a także dwie niedziele przed Świętami Bożego Narodzenia i jedną niedzielę przed Wielkanocą. W 2019 roku – jedynie w ostatnią niedzielę miesiąca, a także dwie niedziele przed Świętami Bożego Narodzenia i jedną niedzielę przed Wielkanocą. Od 2020 roku dopuszcza się handel w ostatnią niedzielę w styczniu, kwietniu, czerwcu i sierpniu, dwie niedziele przed Świętami Bożego Narodzenia i jedną niedzielę przed Wielkanocą. Od zakazu handlu w niedziele przewidziano ponad 30 wyjątków. W 2020 r. zakaz nie obowiązywał 6 grudnia.
W dniu 18 października 2021 r. Prezydent RP podpisał ustawę z dnia 14 października o zmianie ustawy o ograniczeniu handlu w niedziele i święta oraz w niektóre inne dni. Na mocy tej ustawy, od 1 lutego 2022 r. wprowadzone zostało dalsze zaostrzenie zakazu handlu w niedzielę poprzez wprowadzenie do ustawy definicji „przeważającej działalności”. W listopadzie 2023 r. Sejm ponownie znowelizował ustawę, obejmując zakazem handlu niedzielę 24 grudnia (wigilia Bożego Narodzenia) i wprowadzając jednocześnie zasadę, że w przypadku wystąpienia takiej sytuacji niedzielami handlowymi będą dwie niedziele poprzedzające ten dzień.